# Tina Cheri

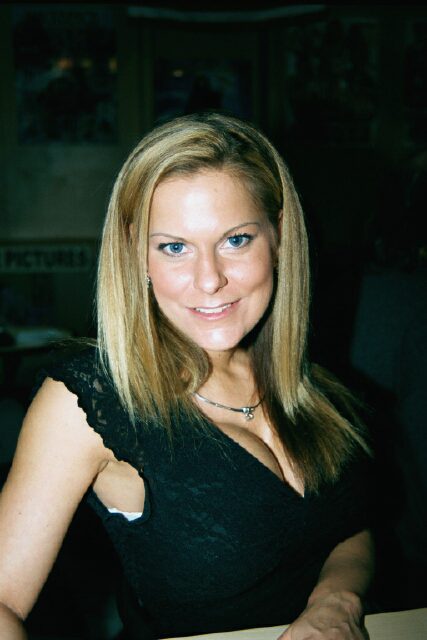
Tina Cheri, 2002

Tina Cheri (bürgerlich Kristina R. Conatser, * 23. Oktober 1973 in Memphis, Tennessee) ist eine ehemalige US-amerikanische Pornodarstellerin.

## Karriere
Tina Cheri begann ihre Karriere 1994 im Alter von 21 Jahren. Seitdem hat sie, laut IAFD, in über 147 Filmen mitgespielt. 2007 beendete sie ihre aktive Pornokarriere. Im Jahr 2000 konnte sie den Venus Award als Best Actress (USA) gewinnen.

## Filmografie (Auswahl)
- 1999: Pussyman’s Decadent Divas 2 & 4
- 2000: Sorority Sex Kittens 4
- 2000: On the Prowl
- 2001: Babewatch 13 & 14
- 2001: Infidelity
- 2004: Sextacy

## Auszeichnungen & Nominierungen
- 2000: Venus Award als Best Actress (USA)
- 2001: Nominierung für den AVN Award (Best All Girl Sex Scene Video) für Babes Illustrated 8 mit Bobbi Barron, Emily, Coral Sands und Felecia